# Boeing L-15 Scout
Boeing L-15 Scout (oznaczenie fabryczne – początkowo Wichita Model 200, później Boeing Model 451) – amerykański lekki samolot wielozadaniowy z okresu powojennego.

## Historia
W 1946 roku lotnictwo armii amerykańskiej ogłosiło specyfikację dla nowego lekkiego samolotu wielozadaniowego, który mógłby być wykorzystywany jako samolot obserwacyjny, koordynacji ognia artylerii, łącznikowy i dyspozycyjny. W warunkach było podane, że musi być to samolot, który mógłby lądować w przygodnym terenie i na niewielkich lądowiskach. Miał zastąpić stosowane wówczas w lotnictwie samoloty Piper L-4 Graashopper.
Taki samolot w całości został opracowany w fili zakładów Boeing Wichita. Miał on nietypową konstrukcję jak dla samolotów wojskowych, otrzymał on oznaczenie fabryczne Wichita Model 200 (później zmienione na Boeing Model 451). Dzięki swojej nietypowej konstrukcji przednia część w postaci gondoli, do której zamontowano skrzydła oraz wąską belkę ogonową, była przeszkolona, co zapewniało widoczność we wszystkich kierunkach, a  inne innowacyjne rozwiązania zapewniały, że samolot ten miał możliwość lądowania i startu w przygodnym terenie.
Lotnictwo amerykańskiej armii zdecydowało się na zakup tego samolotu i zleciło budowę dwóch prototypów, które otrzymały oznaczenie XL-15 Scout. W dniu 17 lipca 1947 dokonano oblotu samolotu, a następnie oba prototypy przekazano do dalszych badań testowych już w lotnictwie wojskowym. Po wykonaniu szeregu badań zamówiono prototypową serię 10 samolotów, które otrzymały oznaczenie YL-15. Po dostarczeniu ich do lotnictwa, przeszły one dalsze badania i, pomimo tego, że spełniały wszelkie wymogi, ostatecznie zrezygnowano z nich. Było to spowodowane tym, że zdecydowano, iż takie funkcje będą spełniały śmigłowce.

## Użycie w lotnictwie
Samoloty Boeing L-15 Scout były wykorzystywane w lotnictwie armii amerykańskiej do badań i testów. Po ostatecznej rezygnacji z ich wykorzystania w lotnictwie wojskowym, wszystkie te samoloty przekazano do rządowej agencji United States Fish and Wildlife Service, która zajmuje się ochroną przyrody i zasobów morskich. Samoloty te wykorzystywano głównie na terenie Alaski. Część ich sprzedano również osobom prywatnym.

## Opis techniczny
Samolot Boeing L-15 Scout był górnopłatem o konstrukcji całkowicie metalowej. 
Kadłub miał formę gondoli i miał konstrukcję półskorpuową. Do górnej części zamontowano skrzydła. Kadłub w przedniej części mieścił silnik, za którym umieszczono kabinę wyposażoną w dwa fotele: dla pilota i drugi dla obserwatora lub pasażera. Fotele były umieszczone jeden za drugim. Drugi z foteli był ruchomy, mógł być ustawiony w kierunku lotu lub odwrócony, był łatwy do usunięcia, wtedy w jego miejsce można było umieścić ładunek. Drzwi do kabiny umieszczono z tyłu kadłuba. Do kadłuba przymocowano wąską belkę ogonową, do której na końcu przymocowano odwrócone usterzenie tylne. 
Podwozie było trójpodporowe odwrócone, stałe. Na koła można było zamontować płazy co umożliwiało start i lądowanie na śniegu, a także w ich miejsce zamontować metalowe pływaki do startu i lądowania na wodzie.
Napęd stanowił silnik typu bokser 4-cylindrowy, napędzający śmigło ciągnące, dwu-łopatowe. Silnik można było bardzo szybko wymienić, gdyż doświadczonej grupie mechaników jego wymontowanie zajmowało 9 minut, a zamontowanie nowego zajmowało 24 minuty. Zbiorniki paliwa umieszczono w skrzydłach, istniała też możliwość zamontowania zbiorników w miejsce pływaków. 